# بنك هبينلؤمي
البنك الدولي الأول لإسرائيل (بالعبرية: הבנק הבינלאומי הראשון לישראל בע"מ) ويختصر هَبينلِؤمي (بالعبرية: הבינלאומי). هو خامس أكبر مصرف في إسرائيل. تأسس في 1972. يقع مقره في تل أبيب.

## وصلات خارجية
- الموقع الرسمي